# Mîrnopillea, Bolgrad
Mîrnopillea (în ucraineană Мирнопілля, în trecut, Friedenstal) este un sat în comuna Toplița din raionul Bolgrad, regiunea Odesa, Ucraina. Satul a fost locuit de germanii basarabeni.

## Demografie
Componența lingvistică a comunei Mîrnopillea
     Ucraineană (49,39%)
     Rusă (44,1%)
     Bulgară (3,72%)
     Română (2,25%)
     Alte limbi (0,05%)
Conform recensământului din 2001, nu exista o limbă vorbită de majoritatea populației, aceasta fiind compusă din vorbitori de ucraineană (49,39%), rusă (44,1%), bulgară (3,72%) și română (2,25%).